# Tid til kærtegn
Tid til kærtegn er amerikansk film fra 1983 instrueret af James L. Brooks. Filmen er baseret på Larry McMurtrys roman af samme navn fra 1975.

## Plot
Aurora og Emma Greenway Horton er mor og datter, der søger kærligheden. Vi begynder med Emmas bryllup, Aurora afslører, hvor svær og omsorgsfuld hun kan være. Filmen er centrerer sig om flere år af deres liv, hvoraf begge finder deres grund til at leve videre og finde lykke.